# Neoplanta
Neoplanta is een hopvariëteit, gebruikt voor het brouwen van bier. Deze variëteit werd in het toenmalige Joegoslavië gecultiveerd einde jaren 1960 (samen met Vojvodina en Dunav) met de bedoeling het oude ras Bačka te vervangen. Deze variëteit is een kruising tussen Northern Brewer en een mannelijke plant, ontstaan na een kruising tussen Savinjski Golding en een mannelijke wilde plant.
Deze hopvariëteit is een “aromahop”, bij het bierbrouwen voornamelijk gebruikt vanwege zijn aromatische eigenschappen.

## Kenmerken
- Alfazuur: 7-12%
- Bètazuur: 3-5%
- Eigenschappen: